# Kamienica Landauów w Krakowie
Kamienica Landauów (znana także jako Kamienica Leffarowska) – zabytkowa kamienica znajdująca się w Krakowie, w dzielnicy I Stare Miasto przy placu Szczepańskim 7, na Starym Mieście.

## Historia
Kamienica została wzniesiona na przełomie XIV i XV wieku. W XVI wieku została pogłębiona o trakt tylny z drewnianą elewacją. Od II połowy XVI wieku do XVIII wieku była własnością mieszczańskiej rodziny Lefferów. W I połowie XVII wieku i w XVIII wieku przebudowywano wnętrza budynku. Przed 1771 kamienica przeszła generalny remont, a między 1771 a 1778 na fragmencie posesji urządzono ogródek. W latach 1881–1882 budynek przebudowano w stylu klasycystycznym, a w miejscu ogródka wzniesiono oficynę tylną. W latach 1890–1892 kamienica została przebudowana w stylu neobarokowym na zlecenie Łukasza Landaua. W trakcie przebudowy połączono ją z sąsiadującą od wschodu klasycystyczną Kamienicą Rurmistrzowską. Znaczną część murów wzniesiono od nowa, utrzymując układ wnętrz z wyjątkiem poszerzenia klatki schodowej. Następnie wyrównano poziomy pięter i założono nowy dach. W 1932 dokonano zmian w parterze fasady. Do końca lat 80. XX wieku w budynku funkcjonowała „Restauracja Myśliwska”.
2 lipca 1984 kamienica została wpisana do rejestru zabytków. Znajduje się także w gminnej ewidencji zabytków.